# Xystocheir bistipita
Xystocheir bistipita är en mångfotingart som beskrevs av Shelley 1996. Xystocheir bistipita ingår i släktet Xystocheir och familjen Xystodesmidae. Inga underarter finns listade i Catalogue of Life.